# Goneaway National Park
Goneaway National Park är en park i Australien. Den ligger i delstaten Queensland, omkring 1 200 kilometer väster om delstatshuvudstaden Brisbane.
Trakten runt Goneaway National Park är nära nog obefolkad, med mindre än två invånare per kvadratkilometer.. Det finns inga samhällen i närheten.
Omgivningarna runt Goneaway National Park är i huvudsak ett öppet busklandskap. Genomsnittlig årsnederbörd är 324 millimeter. Den regnigaste månaden är februari, med i genomsnitt 112 mm nederbörd, och den torraste är september, med 3 mm nederbörd.